# The Peel Sessions (Babes in Toyland)
The Peel Sessions è un album live pubblicato dalla band Babes in Toyland nel 1992. Comprende due distinte sessioni di registrazione tenutesi negli studi della BBC Radio 1: le prime quattro tracce risalgono al 9 settembre 1990 mentre le restanti quattro all'11 giugno 1991.

## Tracce
1. Catatonic – 2:53
2. Ripe – 3:36
3. Primus – 3:58
4. Spit to See the Shine – 2:40
5. Pearl – 2:03
6. Dogg – 5:11
7. Laugh My Head Off – 3:30
8. Mad Pilot – 2:50

## Formazione
- Kat Bjelland - voce, chitarra
- Michelle Leon - basso
- Lori Barbero - batteria